# HMAS Sheean (SSG 77)
Le HMAS Sheean (pennant number : SSG 77, le sigle SSG signifiant Guided Missile Submarine) est le cinquième des six sous-marins de classe Collins exploités par la Royal Australian Navy (RAN).
Il est nommé ainsi en l’honneur du simple matelot Edward Sheean, Victoria Cross, ce qui en fait le seul sous-marin de la classe à porter le nom d’un homme du rang. La quille du bateau a été posée en 1994 et il a été lancé en 1999. Le Sheean et son sister-ship HMAS Dechaineux (SSG 76) ont été modifiés pendant leur construction, dans le cadre du programme « fast track », une tentative de résoudre les problèmes affectant la classe Collins, et de mettre en service au moins deux sous-marins pleinement opérationnels avant que le dernier sous-marin de classe Oberon ne soit mis hors service.

## Conception
La classe Collins est une version agrandie du sous-marin de classe Västergötland conçu par Kockums. Avec une longueur hors-tout de 77,42 mètres, un maître-bau de 7,8 mètres et un tirant d'eau de 7 mètres, ainsi qu’un déplacement de 3 051 tonnes en surface et 3 353 tonnes en immersion , ils sont les plus grands sous-marins à propulsion conventionnelle au monde,. La coque est construite en acier à haute résistance et est recouverte d’une couche de tuiles anéchoïques pour minimiser le risque de détection par sonar,. La profondeur à laquelle ils peuvent plonger est classifiée, mais la plupart des sources affirment qu’elle est supérieure à 180 mètres,.
Le sous-marin est armé de six tubes lance-torpilles de 21 pouces (533 mm) et transporte une charge utile standard de 22 torpilles : à l’origine un mélange de torpilles Gould Mark 48 Modèle 4 et UGM-84C Sub-Harpoon. Plus tard les Mark 48 furent mises à niveau vers la version Modèle 7 Common Broadband Advanced Sonar System (CBASS) ,,.
Chaque sous-marin est équipé de trois moteurs diesel à 18 cylindres Garden Island-Hedemora HV V18b/15Ub (VB210), qui sont chacun connecté à un générateur Jeumont-Schneider de 1 400 kW et 440 volts à courant continu. L’électricité produite est stockée dans des batteries, puis fournie à un seul moteur à courant continu Jeumont-Schneider, qui fournit 7 200 ch et actionne à une hélice à sept pales, à inclinaison unique, de 4,22 mètres de diamètre. La classe Collins a une vitesse maximale de 10,5 nœuds (19,4 km/h) en surface ou en immersion au schnorchel, et peut atteindre 21 nœuds (39 km/h) sous l’eau. Les sous-marins ont un rayon d'action de 11 000 milles marins (20 000 km) à 10 nœuds (19 km/h) en surface, et 9 000 milles marins (17 000 km) à 10 nœuds en immersion au schnorchel. Lorsqu’il est complètement immergé, un sous-marin de classe Collins peut parcourir 32,6 milles marins (60,4 km) à la vitesse maximale de 21 nœuds, ou 480 milles marins (890 km) à la vitesse économique de 4 nœuds (7,4 km/h). Chaque bateau a une autonomie de 70 jours.
Les problèmes avec la classe Collins mis en évidence dans le rapport McIntosh-Prescott, et le besoin urgent d’avoir des sous-marins prêts au combat dans la flotte de la RAN avec le déclassement imminent du Otama, le dernier sous-marin de classe Oberon en service en Australie, ont incité à la mise en place d’un programme de 1 milliard de dollars australiens pour amener le Sheean et son navire jumeau Dechaineux à un niveau opérationnel le plus rapidement possible. Appelé programme « fast track » ou « get well », ce programme accéléré nécessitait l’installation de moteurs diesel fiables, la résolution des problèmes hydrodynamiques, générateurs de bruit, en modifiant la conception de la coque et de l’hélice, et la fourniture d’un système de combat fonctionnel. Le système de combat original conçu par Rockwell International avait été annulé, mais comme il n’y avait pas assez de temps pour évaluer le système de remplacement afin de l’inclure dans le programme « fast track », les deux sous-marins ont été équipés de composants de l’ancien système Rockwell, qui ont été complétés par du matériel et des logiciels commerciaux prêts à l’emploi. Même avec le système Rockwell amélioré, on pensait que les navires de classe Collins « fast track » auraient des capacités juste équivalentes à celles des Oberon, sans plus.

## Construction et essais
Le Sheean a été nommé ainsi d’après le simple matelot Edward « Teddy » Sheean, qui était derrière un canon de 20 mm Oerlikon et a tiré sur les avions japonais attaquant la corvette HMAS Armidale, trouvant la mort lorsque le navire a coulé. Le Sheean est le seul sous-marin nommé d’après un homme du rang. La quille du sous-marin a été posée par l’Australian Submarine Corporation le 17 février 1994. Il a été lancé le 1er mai 1999 avec pour marraine Ivy Hayes, la sœur de Teddy Sheean, et mis en service dans la RAN le 23 février 2001.

## Engagements

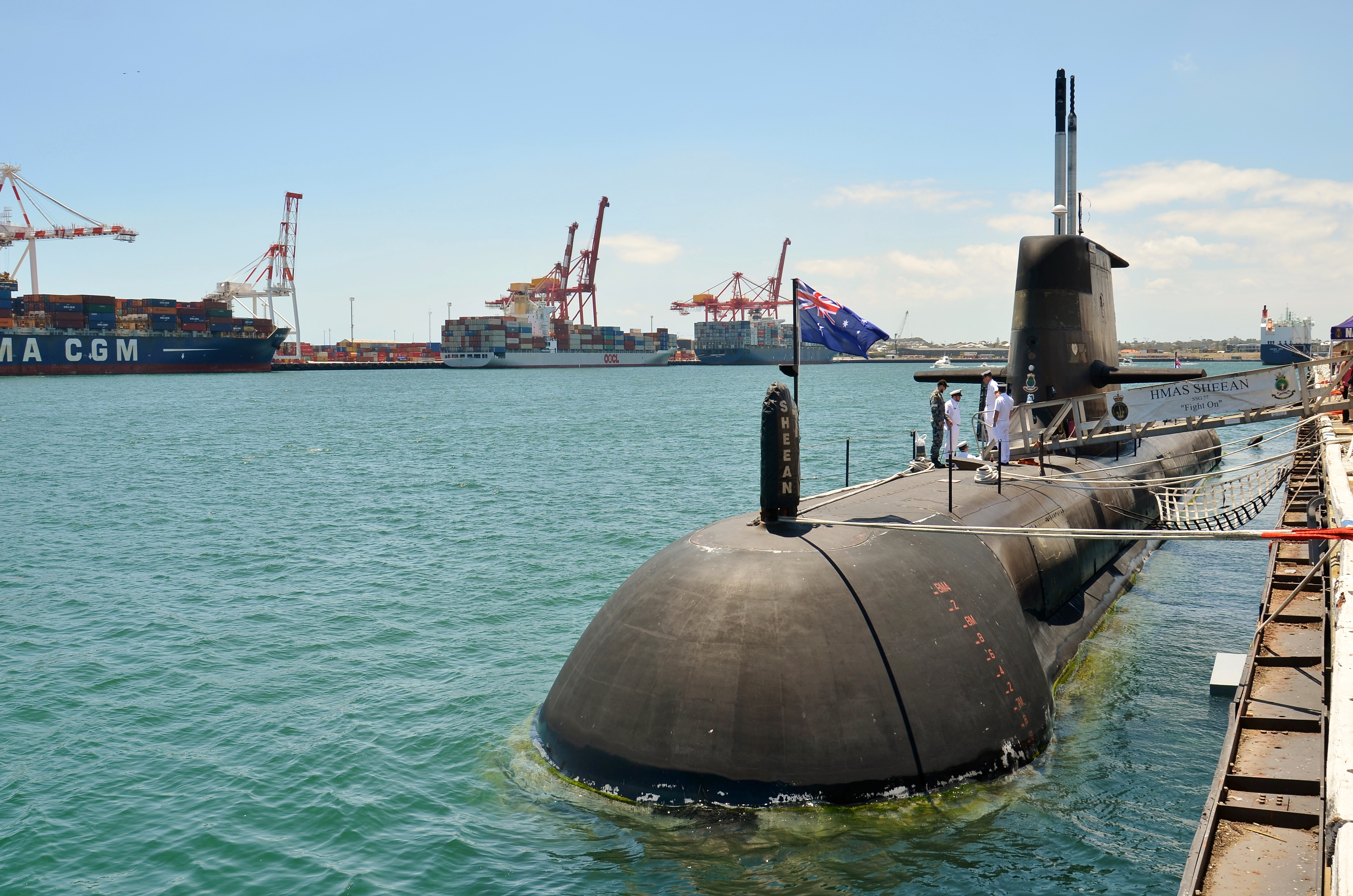
Le Sheean exposé lors du Maritime Day 2016 dans le port de Fremantle.

Le 14 décembre 2000, les HMAS Sheean et Dechaineux sont arrivés à la base navale de Stirling (HMAS Stirling), après l’achèvement de leurs essais en mer.
Le sous-marin a participé à l’exercice RIMPAC 02, où le Sheean a réussi à pénétrer les écrans anti-sous-marins, aériens et de surface, d’une force opérationnelle amphibie de huit navires, puis il a attaqué avec succès le navire d'assaut amphibie USS Tarawa et le navire de débarquement USS Rushmore,. Au cours de ces deux semaines d’essais de combat en août 2002, le Sheean a démontré que la classe Collins était comparable, dans le rôle de guerre sous-marine, au sous-marin d’attaque à propulsion nucléaire de classe Los Angeles USS Olympia,. Les deux sous-marins ont échangé leurs rôles pendant l’exercice et se sont montrés aussi efficaces dans le rôle d’attaquant, bien que l'Olympia soit plus grand, plus puissant et armé de torpilles plus modernes que le Sheean.
En 2006, le Sheean a reçu la Gloucester Cup pour avoir été le navire de la RAN ayant la plus grande efficacité globale au cours des douze mois précédents.
Le Sheean a été amarré pour une longue période de maintenance en 2008, mais les pénuries de main-d’œuvre et les dysfonctionnements sur d’autres sous-marins nécessitant une attention urgente ont retardé les travaux. Les responsables de la RAN et de l’ASC ont prédit en 2010 qu’il ne serait pas remis en service avant 2012. La période de maintenance s’est terminée à la fin de l’année 2012 et le Sheean a passé le reste de l’année à travailler jusqu’à récupérer son statut opérationnel. Le sous-marin a été officiellement remis en service le 23 février 2013.
Le 16 juillet 2013, le Sheean a été endommagé alors qu’il était amarré au complexe marin australien. Le Combi Dock III, un cargo appartenant à la société danoise Combi Lift et destiné à alimenter le projet gazier Gorgon, s’est détaché de ses amarres lors d’une tempête et a dérivé jusqu’au sous-marin, endommageant l’hélice et l’appareil de direction du Sheean. Le Combi Dock III a été mis en fourrière par le gouvernement australien jusqu’au 13 septembre, date à laquelle Combi Lift a accepté de payer pour les dommages.